# Paul Quinn (músico)
Paul Quinn (Barnsley; 26 de diciembre de 1951) es un músico inglés conocido por ser guitarrista y uno de los miembros fundadores de la banda de heavy metal Saxon.
Inició su carrera musical en 1976 en la banda Coast junto a Biff Byford. En el mismo año ambos se unieron a Graham Oliver, Steve Dawson y a Pete Gill y fundaron Son of a Bitch, que en 1978 pasó a llamarse Saxon. Desde entonces ha sido junto a Byford los únicos músicos originales de la agrupación que han permanecido hasta el día de hoy, por ende ha participado de todos los álbumes. Generalmente él es el guitarrista líder, aunque en algunos temas Oliver interpretaba algunos solos hasta su salida en 1995. Actualmente comparte con el guitarrista Doug Scarratt, dicha labor.
En una entrevista realizada por el sitio Guitarhoo!, reconoció que admira a las bandas Deep Purple y Led Zeppelin y a los guitarristas Eric Clapton, Jeff Beck y Jimmy Hendrix. Además admitió que aún escucha a ZZ Top, UFO, Pink Floyd y The Kinks, entre otros.

## Discografía
| - Anexo:Discografía de Saxon | - 1995 - Sargant Fury: Turn the Page - 2010 - Pharao: Road to Nowhere |